# Unión Internacional de Biatlón
La Unión Internacional de Biatlón (en inglés: International Biathlon Union, IBU) es el organismo mundial que se dedica a regular las normas del biatlón a nivel competitivo, así como de celebrar periódicamente competiciones y eventos en cada una de sus disciplinas.
Fue fundada el 2 de julio de 1993 en Londres como único organismo especial encargado del biatlón a nivel internacional, separándose así de su antecesora, la Unión Internacional de Pentatlón Moderno y Biatlón (UIPMB), cuerpo que dirigía desde 1960 el biatlón conjuntamente con el pentatlón moderno. 
Actualmente tiene su sede en Salzburgo (Austria) y cuenta, en 2006, con la afiliación de 67 federaciones nacionales.

## Disciplinas
La IBU tiene a su cargo tres disciplinas:
- Biatlón
- Biatlón de verano
- Biatlón con arco

## Eventos
Los principales eventos a cargo de la IBU son:
- Campeonato Mundial de Biatlón
- Campeonato Europeo de Biatlón
- Copa del Mundo de Biatlón

## Organización
La estructura jerárquica de la unión está conformada por el presidente y los Vicepresidentes, el director general, el Congreso (efectuado cada dos años), el Comité Ejecutivo, el Consejo y ocho Comités Técnicos - uno para cada disciplina.

### Presidentes
| Organismo | N.º | Periodo   | Nombre           | País                    |
| --------- | --- | --------- | ---------------- | ----------------------- |
| UIPMB     | 1   | 1960-1988 | Sven Thofelt     | Suecia                  |
| UIPMB     | 2   | 1988-1992 | Igor Novikov     | Unión Soviética / Rusia |
| IBU       | 3   | 1951-     | Anders Besseberg | Noruega                 |

## Estados miembros
En 2006 la IBU cuenta con la afiliación de 68 federaciones nacionales de los cinco continentes.
| N.º | País                                 | Federación                                              | Página web                                           |
| --- | ------------------------------------ | ------------------------------------------------------- | ---------------------------------------------------- |
| 1   | Alemania                             | Deutscher Skiverband                                    |                                                      |
| 2   | Andorra                              | Federació Andorrana d’Esquí                             |                                                      |
| 3   | Argelia                              | Fédération Algérienne de Ski et Sports de Montagne      |                                                      |
| 4   | Argentina                            | Federación Argentina de Biatlón                         |                                                      |
| 5   | Armenia                              | Armenian Federation of Modern Pentathlon & Biathlon     |                                                      |
| 6   | Australia                            | Australian Biathlon Association                         |                                                      |
| 7   | Austria                              | Österreichischer Skiverband                             |                                                      |
| 8   | Bélgica                              | Royal Belgian Ski Federation                            |                                                      |
| 9   | Bielorrusia                          | Biathlon Federation of Belarus                          |                                                      |
| 10  | Bosnia y Herzegovina                 | Ski Federation of Bosnia & Herzegovina                  |                                                      |
| 11  | Brasil                               | Confederação Brasileira de Desportos na Neve            | Archivado el 30 de enero de 2007 en Wayback Machine. |
| 12  | Bulgaria                             | Bulgarian Biathlon Federation                           |                                                      |
| 13  | Canadá                               | Biathlon Canada                                         |                                                      |
| 14  | Chile                                | Federación de Biatlón de Chile                          |                                                      |
| 15  | China                                | Chinese Biathlon Association                            |                                                      |
| 16  | Chipre                               | Cyprus Biathlon Federation                              |                                                      |
| 17  | Corea del Sur                        | Korea Biathlon Union                                    |                                                      |
| 18  | Costa Rica                           | Asociación Costarricense de Biatlón                     |                                                      |
| 19  | Croacia                              | Croatian Biathlon Association                           |                                                      |
| 20  | Dinamarca                            | Dansk Skiforbund                                        |                                                      |
| 21  | Eslovaquia                           | Slovak Biathlon Association                             |                                                      |
| 22  | Eslovenia                            | Slovenian Biathlon Association                          |                                                      |
| 23  | España                               | Real Federación Española de Deportes de Invierno        |                                                      |
| 24  | Estados Unidos                       | United States Biathlon Association                      |                                                      |
| 25  | Estonia                              | Estonian Biathlon Federation                            |                                                      |
| 26  | Finlandia                            | Finnish Biathlon Association                            |                                                      |
| 27  | Francia                              | Fédération Française de Ski                             |                                                      |
| 28  | Georgia                              | Biathlon Federation of Georgia                          |                                                      |
| 29  | Grecia                               | Hellenic Ski Federation                                 |                                                      |
| 30  | Groenlandia                          | Greenland Biathlon Federation                           |                                                      |
| 31  | Guam                                 | Guam Biathlon, Triathlon & Modern Penthatlon            |                                                      |
| 32  | Hungría                              | Hungarian Ski Federation                                |                                                      |
| 33  | India                                | India Biathlon Association                              |                                                      |
| 34  | Irán                                 | Iran Ski Federation                                     |                                                      |
| 35  | Irlanda                              | Ski Association of Ireland                              |                                                      |
| 36  | Islas Vírgenes de los Estados Unidos | U.S. Virgin Islands Modern Penthatlon                   |                                                      |
| 37  | Italia                               | Federazione Italiana Sport Invernali                    |                                                      |
| 38  | Japón                                | Modern Pentathlon & Biathlon Union of Japan             |                                                      |
| 39  | Kazajistán                           | Biathlon Federation of Kazakhstan                       |                                                      |
| 40  | Kirguistán                           | Biathlon Federation of Kyrgyzstan                       |                                                      |
| 41  | Letonia                              | Latvian Biathlon Federation                             |                                                      |
| 42  | Líbano                               | Fédération Libanaise de Ski                             |                                                      |
| 43  | Liechtenstein                        | Liechtensteinischer Skiverband                          |                                                      |
| 44  | Lituania                             | Lithuanian Biathlon Federation                          |                                                      |
| 45  | Luxemburgo                           | Fédération Luxembourgeoise de Ski                       |                                                      |
| 46  | Macedonia del Norte                  | Ski Federation of Macedonia                             |                                                      |
| 47  | Marruecos                            | Fédération Royale Marocaine de Ski                      |                                                      |
| 48  | Moldavia                             | Biathlon Federation of the Republic of Moldova          |                                                      |
| 49  | Mónaco                               | Fédération Monégasque de Ski                            |                                                      |
| 50  | Mongolia                             | Mongolian Biathlon Association                          |                                                      |
| 51  | Noruega                              | Norges Skyskittersforbund                               |                                                      |
| 52  | Nueva Zelanda                        | Modern Pentathlon & Biathlon Union of New Zealand       |                                                      |
| 53  | Países Bajos                         | Nederlandse Ski Vereniging                              |                                                      |
| 54  | Polonia                              | Polish Biathlon Association                             |                                                      |
| 55  | Portugal                             | Federação Portuguesa de Pentatlo Moderno                |                                                      |
| 56  | Puerto Rico                          | Federación Puertorriqueña de Biatlón                    |                                                      |
| 57  | Reino Unido                          | British Biathlon Union                                  |                                                      |
| 58  | República Checa                      | Czech Biathlon Union                                    |                                                      |
| 59  | Rumania                              | Federaţia Română de Schi                                |                                                      |
| 60  | Rusia                                | Russian Biathlon Union                                  |                                                      |
| 61  | Serbia                               | Biathlon Union of Serbia                                |                                                      |
| 62  | Suecia                               | Svenska Skidskytteförbundet                             |                                                      |
| 63  | Suiza                                | Swiss Ski                                               |                                                      |
| 64  | Taiwán                               | Chinese Taipei Modern Pentathlon & Biathlon Association |                                                      |
| 65  | Turquía                              | Turkish Ski Federation                                  |                                                      |
| 66  | Ucrania                              | Ukrainan Biathlon Federation                            |                                                      |
| 67  | Uzbekistán                           | Ski Association of Uzbekistan                           |                                                      |